# Rumänische Eishockeyliga 2006/07
Die Saison 2006/07 war die 77. Spielzeit der rumänischen Eishockeyliga, der höchsten rumänischen Eishockeyspielklasse. Meister wurde zum insgesamt neunten Mal in der Vereinsgeschichte der SC Miercurea Ciuc.

## Modus
In der Hauptrunde absolvierte jede der sechs Mannschaften insgesamt 20 Spiele. Die vier bestplatzierten Mannschaften qualifizierten sich für die Finalrunde, deren beiden Erstplatzierten sich wiederum für das Meisterschaftsfinale qualifizierten. Für einen Sieg erhielt jede Mannschaft zwei Punkte, bei einem Unentschieden gab es einen Punkt und bei einer Niederlage null Punkte.

## Hauptrunde

### Tabelle
|    | Klub                        | Sp | S  | U | N  | T   | GT  | Punkte |
| -- | --------------------------- | -- | -- | - | -- | --- | --- | ------ |
| 1. | SC Miercurea Ciuc           | 20 | 18 | 0 | 2  | 215 | 51  | 36     |
| 2. | Steaua Bukarest             | 20 | 16 | 0 | 4  | 220 | 45  | 32     |
| 3. | HC Miercurea Ciuc           | 20 | 12 | 0 | 8  | 152 | 68  | 24     |
| 4. | Progym Gheorgheni           | 20 | 10 | 0 | 10 | 115 | 82  | 20     |
| 5. | CSM Dunărea Galați          | 20 | 3  | 0 | 17 | 25  | 278 | 6      |
| 6. | Sportul Studențesc Bukarest | 20 | 1  | 0 | 19 | 25  | 228 | 2      |

Sp = Spiele, S = Siege, U = Unentschieden, N = Niederlagen

## Finalrunde
|    | Klub              | Sp | S  | U | N  | T   | GT  | Punkte |
| -- | ----------------- | -- | -- | - | -- | --- | --- | ------ |
| 1. | SC Miercurea Ciuc | 24 | 17 | 2 | 4  | 139 | 87  | 36     |
| 2. | Steaua Bukarest   | 24 | 15 | 3 | 6  | 118 | 64  | 33     |
| 3. | Progym Gheorgheni | 24 | 7  | 0 | 17 | 78  | 134 | 14     |
| 4. | HC Miercurea Ciuc | 24 | 5  | 3 | 16 | 75  | 125 | 13     |

Sp = Spiele, S = Siege, U = Unentschieden, N = Niederlagen

## Platz 5
Die Spiele um Platz 5 wurden im Best-of-3-Modus durchgeführt. 
| Begegnung          | Begegnung | Begegnung                   | Ergebnis | Spiel 1             | Spiel 2             |
| ------------------ | --------- | --------------------------- | -------- | ------------------- | ------------------- |
| CSM Dunărea Galați | –         | Sportul Studențesc Bukarest | 0:2      | 2:3 (1:0, 1:2, 0:1) | 2:5 (0:1, 2:2, 0:2) |

## Platz 3
Die Spiele um Platz 3 wurden im Best-of-5-Modus durchgeführt. 
| Begegnung         | Begegnung | Begegnung         | Ergebnis | Spiel 1             | Spiel 2             | Spiel 3             | Spiel 4             |
| ----------------- | --------- | ----------------- | -------- | ------------------- | ------------------- | ------------------- | ------------------- |
| HC Miercurea Ciuc | –         | Progym Gheorgheni | 3:1      | 4:7 (1:2, 2:3, 1:2) | 8:3 (1:1, 6:1, 1:1) | 5:2 (1:0, 2:0, 2:2) | 9:4 (2:1, 4:3, 3:0) |

## Meisterschaftsfinale
| Begegnung         | Begegnung | Begegnung       | Ergebnis | Spiel 1             | Spiel 2                        | Spiel 3             | Spiel 4             | Spiel 5             |
| ----------------- | --------- | --------------- | -------- | ------------------- | ------------------------------ | ------------------- | ------------------- | ------------------- |
| SC Miercurea Ciuc | –         | Steaua Bukarest | 4:1      | 4:2 (1:0, 1:1, 2:1) | 5:6 n. V. (1:2, 2:1, 2:2, 0:1) | 3:1 (0:0, 2:0, 1:1) | 3:2 (2:1, 0:0, 1:1) | 5:4 (2:1, 1:1, 2:2) |